# Мандалорець (3-й сезон)
Третій сезон американського інтернет-серіалу у жанрі космічний вестерн «Мандалорець» з Педро Паскалем у головній ролі вийшов 1 березня 2023 року. Серіал є частиною франшизи «Зоряні війни», дія якого розгортається через п'ять років після подій «Повернення Джедая» (1983). Виробництвом сезону займаються компанії Lucasfilm, Fairview Entertainment та Golem Creations, а Джон Фавро виступив як шоуранер серіалу. Зйомки розпочалися у жовтні 2021 року.

## У ролях
- Педро Паскаль — Дін Джарін
- Кеті Сакгофф — Бо-Катан Крайз
- Джанкарло Еспозіто — Мофф Гідеон
- Карл Везерс — Гріф Карга

## Епізоди
| № серії (загалом) | № серії (в сезоні) | Назва серії                                                           | Режисер(и)          | Сценарист(и)            | Оригінальна дата виходу |
| ----------------- | ------------------ | --------------------------------------------------------------------- | ------------------- | ----------------------- | ----------------------- |
| 17                | 1                  | «Частина 17: Відступник» «Chapter 17: The Apostate»                   | Рік Фамуїва         | Джон Фавро              | 1 березня 2023          |
| 18                | 2                  | «Частина 18: Копальні Мандалора» «Chapter 18: The Mines of Mandalore» | Рейчел Моррісон     | Джон Фавро              | 8 березня 2023          |
| 19                | 3                  | «Частина 19: Перетворення» «Chapter 19: The Convert»                  | Лі Айзек Чанг       | Джон Фавро, Ноа Клур    | 15 березня 2023         |
| 20                | 4                  | «Частина 20: Знайда» «Chapter 20: The Foundling»                      | Карл Везерс         | Джон Фавро, Дейв Філоні | 22 березня 2023         |
| 21                | 5                  | «Частина 21: Пірат» «Chapter 21: The Pirate»                          | Пітер Ремзі         | Джон Фавро              | 29 березня 2023         |
| 22                | 6                  | «Частина 22: Найманці» «Chapter 22: Guns for Hire»                    | Брайс Даллас Говард | Джон Фавро              | 5 квітня 2023           |
| 23                | 7                  | «Частина 23: Шпигуни» «Chapter 23: The Spies»                         | Рік Фамуїва         | Джон Фавро, Дейв Філоні | 12 квітня 2023          |
| 24                | 8                  | «Частина 24: Повернення» «Chapter 24: The Return»                     | Рік Фамуїва         | Джон Фавро              | 19 квітня 2023          |

## Виробництво

### Розробка
У квітні 2020 стало відомо, що Джон Фавро займається розробкою третього сезону «Мандалорця». Карл Везерс знову буде режисером деяких епізодів.

### Підбір акторів
Педро Паскаль знову виконає роль мандалорця Діна Джаріна. Джанкарло Еспозіто зіграє в ролі Моффа Гідеона, а Карл Везерс виконає роль Грифа Каргі.

### Зйомки
Зйомки третього сезону розпочалися 13 жовтня 2021. Сезон отримав робочу назву «Буканьєр» (англ. Buccaneer).